# Ligue des femmes du Québec
 (novembre 2023).
La mise en forme du texte ne suit pas les recommandations de Wikipédia : il faut le « wikifier ».
Les points d'amélioration suivants sont les cas les plus fréquents :
- Les titres sont pré-formatés par le logiciel. Ils ne sont ni en capitales, ni en gras.
- Le texte ne doit pas être écrit en capitales (les noms de famille non plus), ni en gras, ni en italique, ni en « petit »…
- Le gras n'est utilisé que pour surligner le titre de l'article dans l'introduction, une seule fois.
- L'italique est rarement utilisé : mots en langue étrangère, titres d'œuvres, noms de bateaux, etc.
- Les citations ne sont pas en italique mais en corps de texte normal. Elles sont entourées par des guillemets français : « et ».
- Les listes à puces sont à éviter, des paragraphes rédigés étant largement préférés. Les tableaux sont à réserver à la présentation de données structurées (résultats, etc.).
- Les appels de note de bas de page (petits chiffres en exposant, introduits par l'outil «  Source ») sont à placer entre la fin de phrase et le point final[comme ça].
- Les liens internes (vers d'autres articles de Wikipédia) sont à choisir avec parcimonie. Créez des liens vers des articles approfondissant le sujet. Les termes génériques sans rapport avec le sujet sont à éviter, ainsi que les répétitions de liens vers un même terme.
- Les liens externes sont à placer uniquement dans une section « Liens externes », à la fin de l'article. Ces liens sont à choisir avec parcimonie suivant les règles définies. Si un lien sert de source à l'article, son insertion dans le texte est à faire par les notes de bas de page.
- La présentation des références doit suivre les conventions bibliographiques. Il est recommandé d'utiliser les modèles {{Ouvrage}}, {{Chapitre}}, {{Article}}, {{Lien web}} et/ou {{Bibliographie}}. Le mode d'édition visuel peut mettre en forme automatiquement les références.
- Insérer une infobox (cadre d'informations à droite) n'est pas obligatoire pour parachever la mise en page.

Pour une aide détaillée, merci de consulter Aide:Wikification.
Si vous pensez que ces points ont été résolus, vous pouvez retirer ce bandeau et améliorer la mise en forme d'un autre article.
La Ligue des femmes du Québec (LFQ) était une organisation féministe qui s'était établie en 1957 au Québec. Elle se consacrait à la défense et à la promotion des droits des femmes dans la province et était particulièrement active à Montréal.

## Mission
Les origines de la ligue des femmes du Québec, sont étroitement liées au mouvement des suffragettes (première vague féministe) car ce mouvement participe de l’évolution de cette cause en s’inscrivant dans la deuxième vague féministe.
La Ligue des femmes du Québec (LFQ) avait pour mission de lutter activement à promouvoir et à protéger les droits des femmes.
Cette organisation a adopté une approche globale pour aborder les défis auxquels les femmes faisaient face dans divers secteurs. En optant pour une position indépendante, la LFQ s'efforçait de remettre en question les normes établies et les préjugés défavorables concernant les femmes, puis de revaloriser l'image que l'on a de celles-ci ainsi que leur agentivité politique au sein de la société.
La portée de leur action s'est élargie avec le temps, touchant de multiples domaines et enjeux sociaux. Pour atteindre ses objectifs, la LFQ a déployé une gamme d'outils de communication et de sensibilisation, incluant la rédaction de documents de positionnement, la publication de lettres ouvertes et la création de contenus audiovisuels.

## Débuts et contexte de démarrage
Dans le cadre du mouvement féministe, un nouveau collectif voit le jour en 1957, nommé la Ligue des femmes du Québec. Sa fondatrice, et longtemps présidente, est Laurette Chrétien-Sloane, une féministe importante des années 1960 qui a aussi été membre du Conseil d'administration de la Fédération des femmes du Québec (FFQ). À cette époque, à l'aube de la Révolution tranquille, la Ligue des femmes du Québec est la seule organisation féministe en activité. La genèse de La Ligue des femmes du Québec trouve ses racines dans un mouvement de solidarité initié par un groupe de femmes désireuses de soutenir leurs maris pendant une période de grève à Canadair. Cette expérience a été le catalyseur d'un éveil collectif dans ces groupes au sujet de l'importance de l'entraide des femmes et de sa synergie avec les mouvements ouvriers. Motivées par cette nouvelle compréhension, ces femmes ont alors formé une organisation, dont l'objectif était de défendre leurs droits en les alignant à ceux des travailleurs.
Principalement basée à Montréal, mais également active dans d'autres villes, cette organisation s'est idéologiquement mêlée au Parti communiste. Elle s'est consacrée à militer pour des réformes sociales favorisant les droits et le bien-être des mères et des enfants, tout en s'efforçant de renforcer la sensibilisation et l'implication des femmes dans les syndicats et le mouvement ouvrier.
La création de la Ligue des femmes du Québec semblait plutôt avangardiste dans l'émergence d'un mouvement féministe qui deviendra plus visible dans l'espace publique à partir de la fin des années 60. En effet, ce n'est que plus tard qu'un essor important des revendications et d'actions féministes fut observé. Dans ce cadre, le mouvement des femmes s'est affirmé progressivement en tant qu'acteur notable sur la scène québécoise, grâce à son implication empirique, la pertinence et la diversité de ses combats, ainsi que l'étendue de ses pratiques et la variété de ses espaces de mobilisation.

## Revendications
Dans la publication La Voix des Manuels de juillet 1975, la Ligue des femmes du Québec (LFQ) détaille ses revendications dans plusieurs domaines clés à cette période :
D'abord, à cette époque, la LFQ a plaidé pour la mise en place d'un système de garderies universelles financées par l'État, considérant cela comme un élément crucial pour l'égalité des sexes. Sur le plan de la santé reproductive, l'organisation a demandé la légalisation de l'avortement, la création de centres d'information sur la contraception, et l'établissement de cliniques d'avortement avec des services médicaux complets pour les femmes et les enfants. Elle a également insisté sur l'importance d'un congé de maternité entièrement rémunéré par l'État pour les travailleuses, sans perte de revenus ni d'ancienneté.
Elle a également souligné la disproportion entre la présence des femmes dans la population et leur participation dans la main-d'œuvre et les syndicats, où elles étaient sous-représentées. La LFQ a insisté sur la nécessité d'une plus grande implication féminine dans les syndicats et a encouragé ces derniers à soutenir activement l'adhésion des femmes. L'objectif était de parvenir à une meilleure équité dans les conditions de travail et de renforcer la solidarité entre travailleurs tous genres confondus. En outre, la LFQ a préconisé l'accroissement de la présence féminine dans les rôles de leadership au sein des syndicats comme un moyen efficace de lutter contre la discrimination basée sur le genre.
La LFQ a aussi exigé des mesures pour garantir l'équité salariale à travail similaire, soulignant l'importance de l'application stricte des lois existantes à cet égard. Enfin, l'organisation a mis l'accent sur l'émancipation complète des femmes, leur participation active dans les prises de décision à tous les niveaux - social, politique et éducatif - et a fait pression pour une représentation féminine accrue dans les instances décisionnelles, y compris le parlement, afin d'assurer une inclusion plus large des femmes dans tous les aspects de la vie publique.

## Activités
Depuis son congrès marquant de mars 1973, La Ligue des Femmes du Québec (LFQ) a diversifié et intensifié ses actions, renforçant ainsi son implication dans le mouvement ouvrier québécois. Cette période fut jalonnée par diverses actions et initiatives importantes de l'organisation.
La LFQ a manifesté un engagement constant pour la cause de la paix mondiale. En témoigne sa participation au Congrès mondial des forces de paix à Moscou en octobre 1973, où elle a représenté ses principes et objectifs sur un plan international.
Au cours de l'année 1973, la LFQ s'est illustrée par son engagement dans des protestations à Orsainville, luttant pour l'inclusion accrue des femmes dans le secteur de la construction, traditionnellement dominé par les hommes. Ensuite, en mai, l'organisation a présenté un mémoire au gouvernement provincial, mettant en avant la nécessité d'une diminution progressive de la présence des femmes dans les domaines de travail jugés moins cruciaux pour l'économie. Puis, en octobre, une délégation de la LFQ s'est rendue à Ottawa pour discuter des enjeux urgents relatifs à l'inflation et à la hausse du coût de la vie.
L'année 1974 a également été marquée par des initiatives importantes. Notamment, le 8 mars, la LFQ a participé activement à la célébration de la Journée internationale de la femme, collaborant étroitement avec des syndicats et diverses associations féministes.
Lors de la création de la FFQ dont Réjane Laberge-Colas sera la première présidente, la ligue des femmes du Québec a été l'une des 10 associations venue grossir les rangs de la FFQ en 1966. Cette association n’a pas disparu, mais elle s’est peu à peu fondue dans cette dernière afin que les revendications portées aient plus de poids, bien qu'elle ait continué a élaborer ses quelques dernières actions moins d'une décennie après la création de la FFQ.